# Twer
Twer (russisch Тверь) ist eine russische Stadt im Föderationskreis Zentralrussland, gelegen an der Bahnstrecke Sankt Petersburg–Moskau.
Sie ist die Hauptstadt der Oblast Twer und hat 403.606 Einwohner (Stand 14. Oktober 2010). Von 1931 bis 1990 hieß die Stadt Kalinin (russisch Кали́нин) nach dem sowjetischen Politiker Michail Kalinin (1875–1946), der in der Nähe der Stadt geboren wurde und nach dem das heutige Kaliningrad benannt ist.
Twer liegt rund 170 km nordwestlich von Moskau an der Mündung des Flüsschens Twerza in die Wolga und ist eine der ältesten russischen Städte. Entstanden ist die Stadt im 12. Jahrhundert als Handels- und Handwerkersiedlung.

## Stadtgliederung
| Stadtrajon (Gorodskoi Rajon) | Russischer Name | Einwohner (14. Oktober 2010) | Bemerkung                          |
| ---------------------------- | --------------- | ---------------------------- | ---------------------------------- |
| Moskowski                    | Московский      | 120.192                      | Name bedeutet Moskauer Rajon       |
| Proletarski                  | Пролетарский    | 91.032                       | Name bedeutet proletarischer Rajon |
| Sawolschski                  | Заволжский      | 138.029                      | Name bedeutet hinter der Wolga     |
| Zentralny                    | Центральный     | 54.353                       | Name bedeutet Zentralrajon         |

## Geschichte

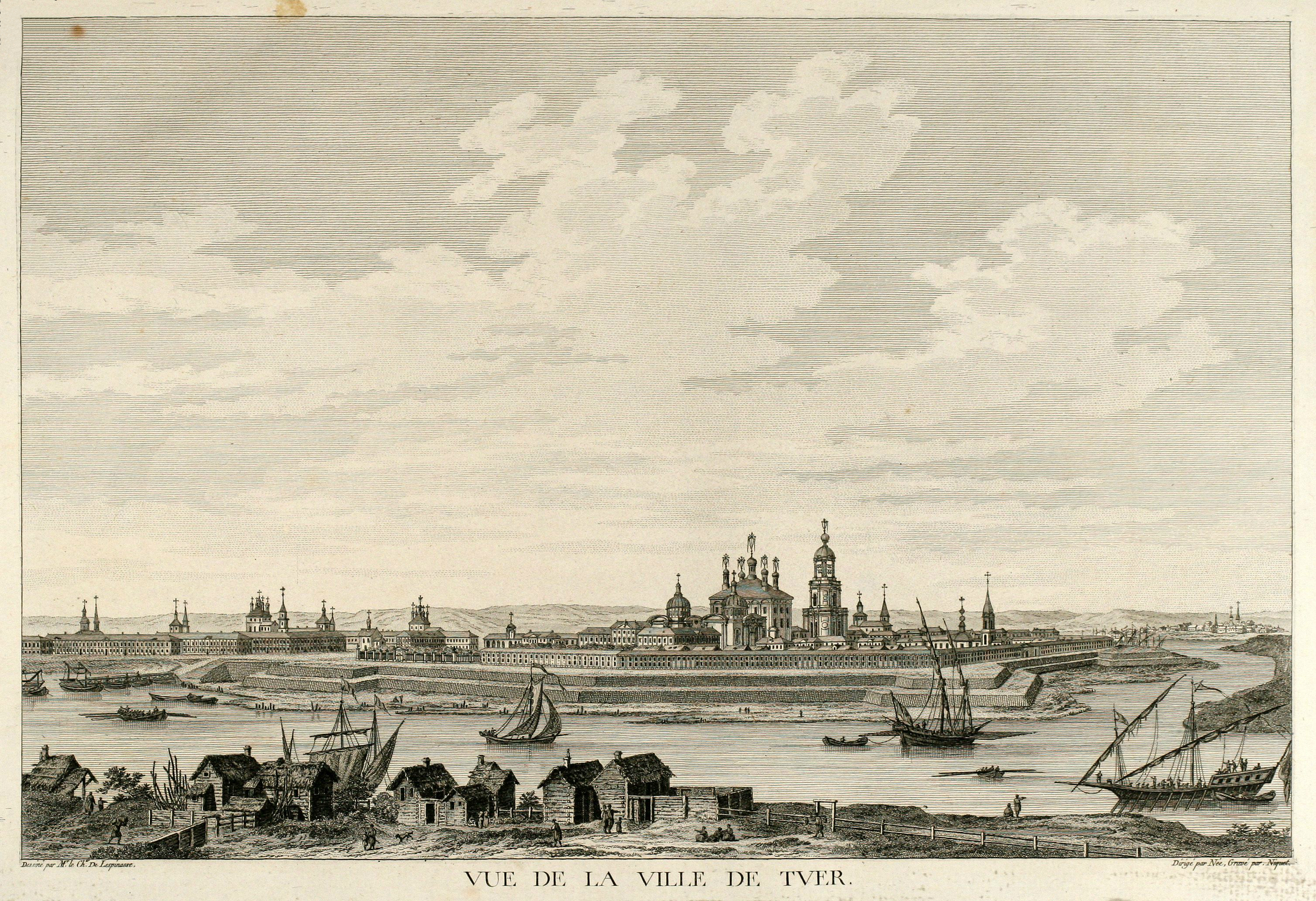
Twer, 1783

Erstmals schriftlich erwähnt wurde Twer 1127, womit die Stadt mindestens 20 Jahre älter als Moskau ist. Sie war zunächst eine Ansiedlung von Kaufleuten und Handwerkern. Bereits 1164 erhielt sie Stadtrechte. Twers Lage direkt an der Wolga begünstigte den Handel, führte aber auch zu andauernden Kämpfen zwischen den Fürstentümern um die Herrschaft über den Ort. Im 13. Jahrhundert ging Twer 1209 von der Republik Nowgorod an das Fürstentum Wladimir-Susdal und wurde dessen westlicher Vorposten, bis es 1238 im Zuge der mongolischen Invasion der Rus von den Truppen der Goldenen Horde unter Batu Khan angegriffen und verwüstet wurde, ohne jedoch unmittelbar danach an Macht zu verlieren. 1247 bildete sich das Fürstentum Twer unter dem Großfürsten Jaroslaw III., und Twer wurde bis zur Auflösung des Fürstentums 1485 dessen Hauptstadt.
Bis zum Aufstieg Moskaus zum Zentrum des einheitlichen Russischen Reichs war das Fürstentum Twer dessen erbittertster und teilweise auch überlegener Rivale im Kampf um die Nachfolge der Großfürsten der Kiewer Rus. 1327 kam es in Twer, das der Goldenen Horde tributpflichtig war, zu einem bewaffneten Aufstand der Bevölkerung gegen die Tataren, der mithilfe der Moskauer Truppen niedergeschlagen wurde und den politischen Niedergang der Stadt einleitete. Im 14. und 15. Jahrhundert blieb Twer dennoch ein wichtiges kulturelles und wirtschaftliches Zentrum in der nordöstlichen Rus.
Dieser Zustand endete mit der Niederlage Twers gegen Moskau im Jahre 1475. In der Regierungszeit des Moskauer Großfürsten Iwan III. verzichtete Twer 1485 auf seinen Anspruch auf die Großfürstenwürde und wurde schließlich dem Großfürstentum Moskau angegliedert. Aus der Zeit unter Iwan IV. stammt auch das älteste bis heute erhaltene Kirchengebäude Twers, die 1564 erbaute Kirche der Weißen Dreifaltigkeit mit ihrem 27 Meter hohen Glockenturm.
Durch die Gründung von Sankt Petersburg erlebte Twer eine rasche Entwicklung; es entstanden neue Stadtviertel sowie im Jahre 1700 eine erste Brücke über die Wolga. Der Grund war die günstige Lage zwischen der alten und der neuen Hauptstadt. 1755 wurde mit der theologischen Akademie die erste Hochschule der Stadt gegründet. Diese Entwicklung erfuhr 1763 einen Rückschlag, als große Teile Twers einem Großbrand zum Opfer fielen. Daraufhin ließ Katharina die Große einen Wiederaufbauplan für Twer entwerfen, der der Stadt eine Reihe klassizistischer Gebäude beschert hat. Twer war ein wichtiges Handelszentrum an der oberen Wolga und wurde mit der Gebietsreform in Russland 1775 Zentrum des gleichnamigen Gouvernements. Twer erhielt 1780 sein Stadtwappen. Die nach dem Brand neu errichtete Stadt verfügte nunmehr über ein – teilweise noch bis heute bestehendes – streng geometrisches Straßennetz rund um die Hauptverkehrsader der Stadt, nämlich den Weg von Moskau in die neue Hauptstadt Sankt Petersburg.
Die merkliche Entwicklung Twers als Handelsstadt setzte sich im 19. Jahrhundert fort und wurde 1851 durch die Linienführung der Bahnstrecke Sankt Petersburg–Moskau durch die Stadt zusätzlich begünstigt. In Twer entstanden nicht nur Industriebetriebe, sondern auch Schulen, Krankenhäuser, Altersheime sowie 1870 eine Universität und eine Wasserleitung. Anfang des 20. Jahrhunderts hatte Twers erstmals über 100.000 Einwohner.
1931 wurde Twer nach dem sowjetischen Politiker Michail Kalinin in Kalinin umbenannt. 1940 wurden beim 30 Kilometer von der Stadt entfernten Dorf Mednoje im Rahmen des Massakers von Katyn mehr als 6200 polnische Polizisten und Kriegsgefangene vom sowjetischen Geheimdienst NKWD ermordet.
Im Zweiten Weltkrieg wurde die Stadt am 17. Oktober 1941 von der deutschen Wehrmacht besetzt, aber schon am 16. Dezember 1941 von Truppen der Kalininer Front der Roten Armee im Rahmen der Kalininer Operation zurückerobert. Besetzung und Kämpfe brachten der Stadt erhebliche Zerstörungen und zahlreiche Opfer unter der Zivilbevölkerung. Später bestanden in der Stadt die beiden Kriegsgefangenenlager 384, Kalinin, und 395, Kalinin, für deutsche Kriegsgefangene des Zweiten Weltkriegs. Dem Lager 384 war das Kriegsgefangenenhospital 2501 in Torschok zugeordnet. Das Lager 395 wurde später in den Raum Kursk/Obojan verlegt.
Zur Erinnerung an die Kriegsopfer wurde in Twer nach dem Krieg ein Mahnmal errichtet. Ein markantes Nachkriegsgebäude der Stadt ist das Empfangsgebäude des Wolga-Passagierhafens, der so genannte Flussbahnhof, an der Mündung der Twerza in die Wolga.
1990 erhielt die Stadt wieder ihren alten Namen Twer.

## Bevölkerungsentwicklung

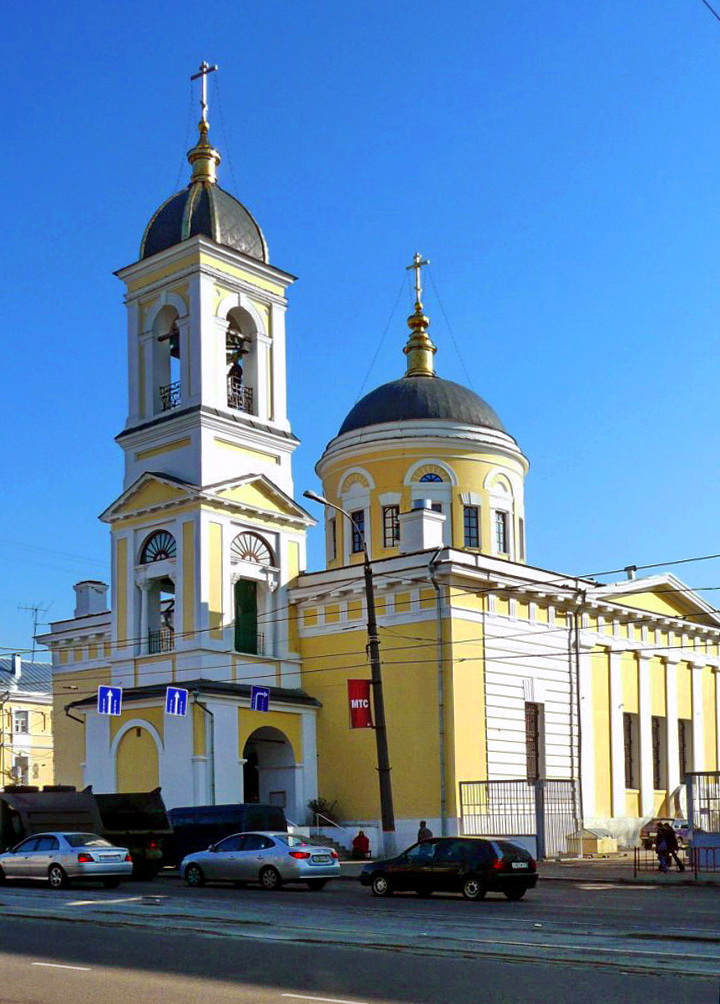
Christi-Himmelfahrts-Kathedrale

| Jahr | Einwohner |
| ---- | --------- |
| 1897 | 53.544    |
| 1926 | 108.413   |
| 1939 | 216.131   |
| 1959 | 260.974   |
| 1970 | 345.112   |
| 1979 | 411.548   |
| 1989 | 450.941   |
| 2002 | 408.903   |
| 2010 | 403.606   |

Anmerkung: Volkszählungsdaten

## Kultur und Sehenswürdigkeiten

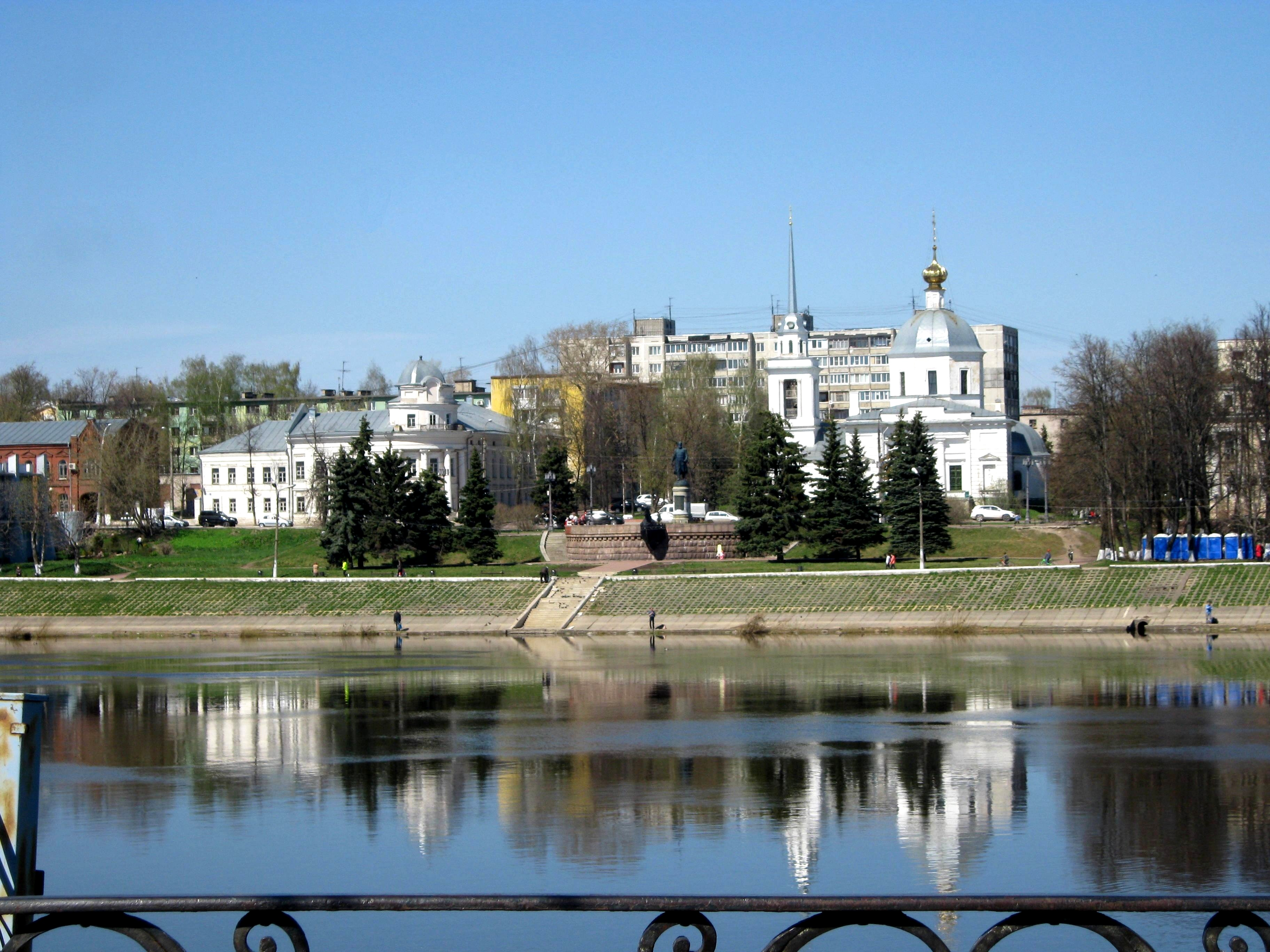
Blick über die Wolga

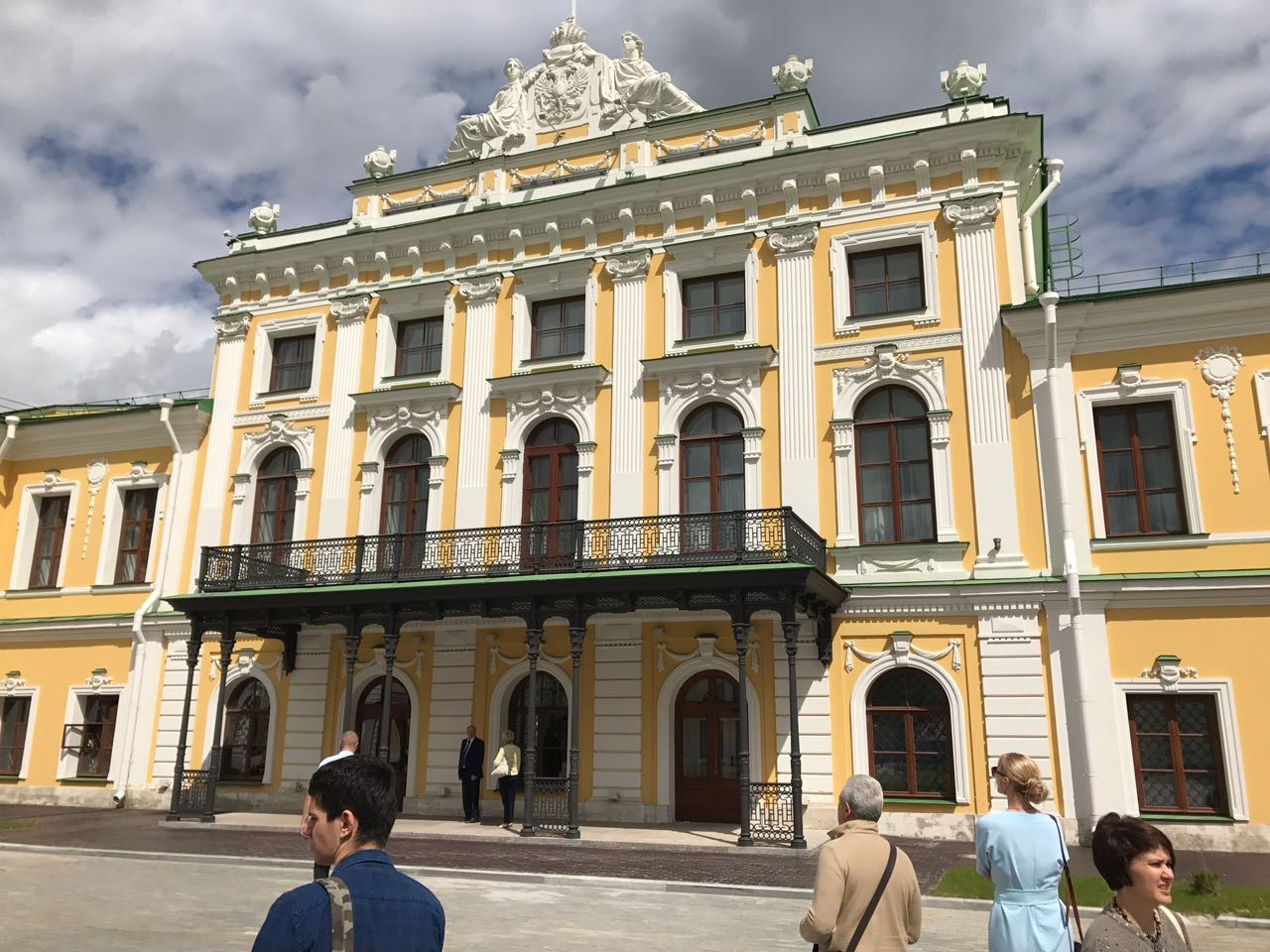
Katharinenpalast

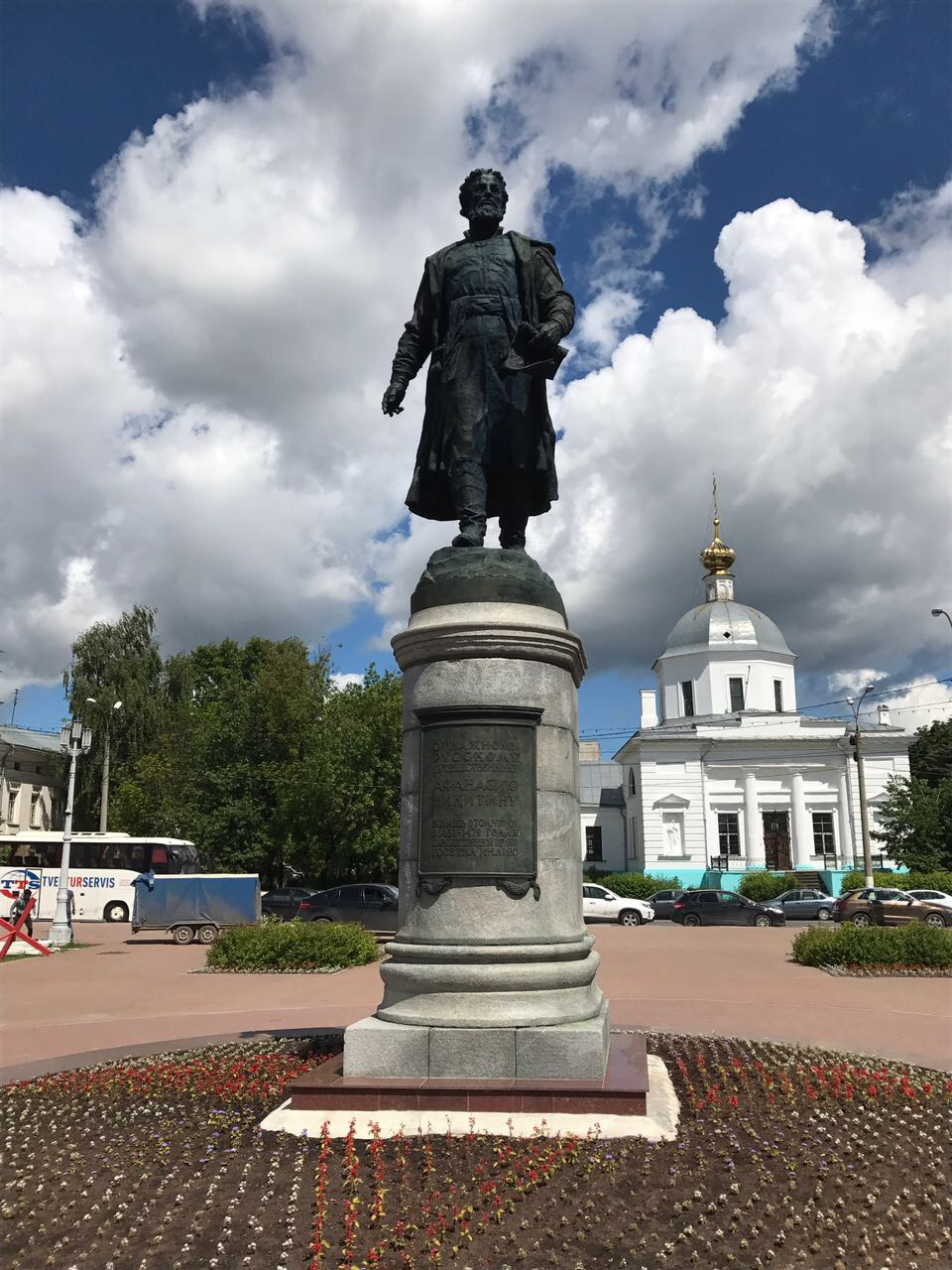
Denkmal für Afanassi Nikitin in Twer

Da Twer 1763 einer Feuersbrunst zum Opfer fiel, wurde es von Katharina der Großen wieder aufgebaut. Der Wiederaufbau fand im Stil des Frühklassizismus statt. Katharina hatte unter anderem die bedeutenden klassizistischen Architekten Carlo Rossi sowie Matwei Kasakow nach Twer verpflichtet, deren Bauten sie schließlich zum Urteil verleiteten, dass Twer nach Sankt Petersburg die schönste Stadt des Russischen Reiches sei.
Von herausragender Stellung im Stadtbild der Stadt ist das frühklassizistische Stadtpalais Katharinas der Großen von Carlo Rossi und Matwei Kosakow, in dem heute ein Kunstmuseum untergebracht ist. Das Schloss und die prunkvolle Innenstadt ziehen alljährlich Touristen an.
Die Stadt hat mehrere Theater, eine Philharmonie, Museen und architektonische Denkmäler wie beispielsweise die Christi-Himmelfahrtskathedrale oder die Residenz der Adelsversammlung, die Mariä-Entschlafens-Kathedrale (1722), die Kirche der Weißen Dreifaltigkeit von 1564, die Iwan der Schreckliche in Auftrag gab, und die Pinakothek der Stadt. Das gesamte Stadtzentrum ist ein klassizistisches Plan-Kunstwerk der bedeutendsten russischen Klassizisten.

## Wirtschaft und Verkehr

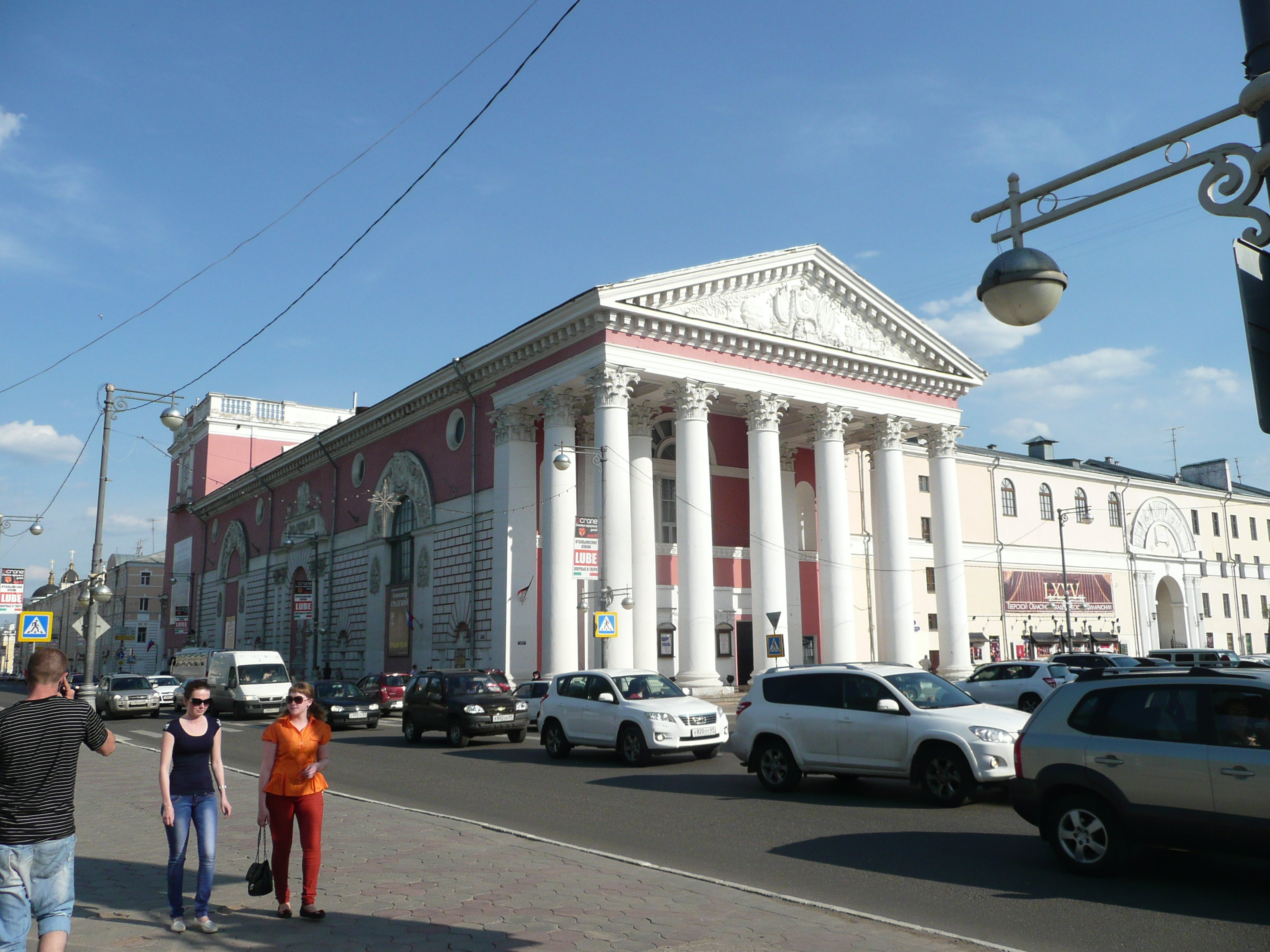
Straßenbild in Twer

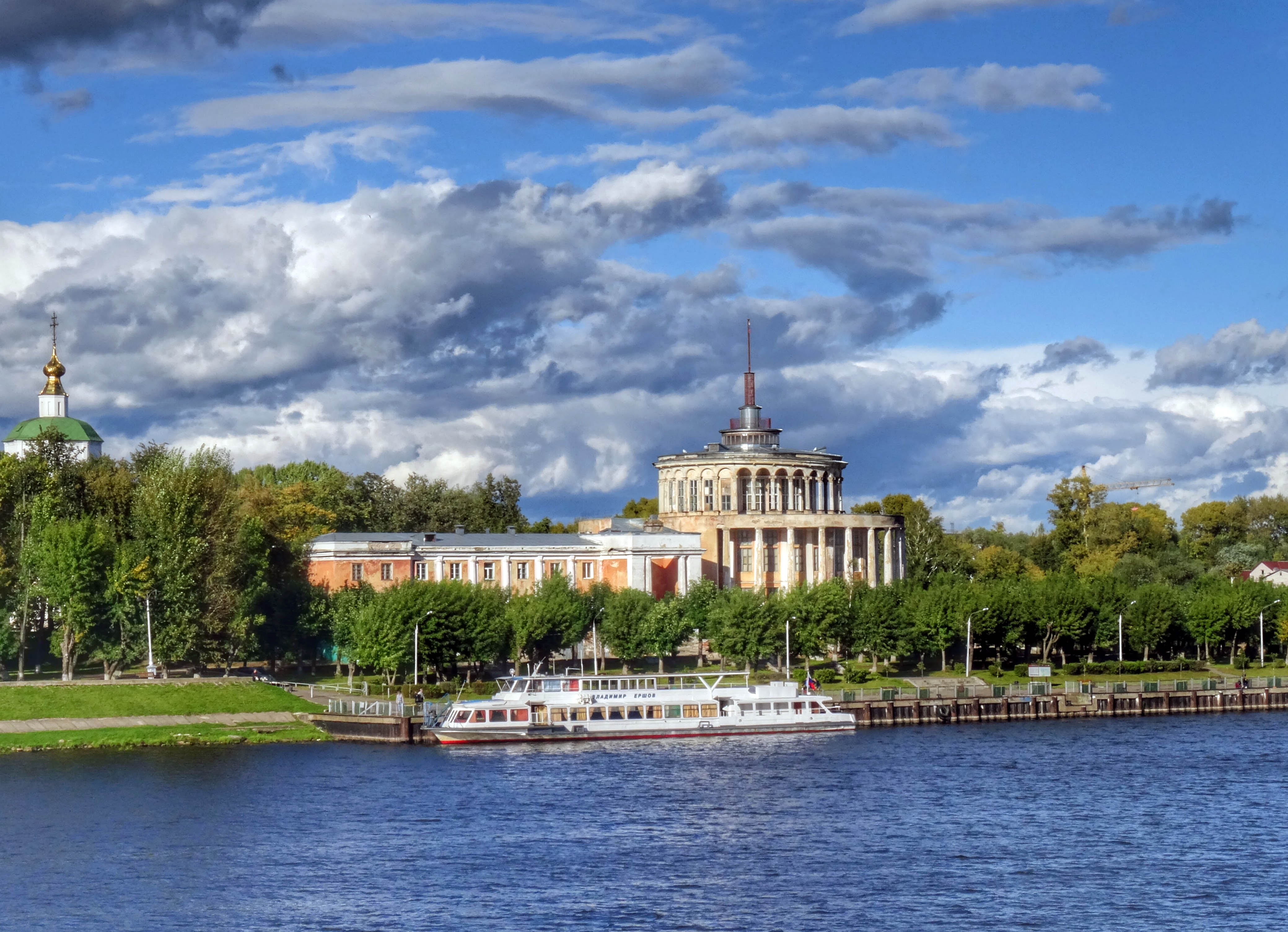
Flußbahnhof

Twer ist eines der größten Industrie- und Kulturzentren Russlands. Die wichtigsten Wirtschaftszweige sind die Holzindustrie, Textil-, Chemie- und Druckereibetriebe sowie der Bereich Bioenergie. Im Gebiet Twer (Udomlya) befindet sich das Kernkraftwerk Kalinin mit vier Reaktoren. Zudem ist die Stadt der Hauptstandort der PPE Group außerhalb Moskaus.
Durch Twer verlaufen die wichtigsten Verkehrsverbindungen zwischen Moskau und Sankt Petersburg, darunter die Bahnstrecke Sankt Petersburg–Moskau, an der Twer über einen Fernbahnhof verfügt. Neben Fernzügen halten dort auch Nahverkehrszüge (sogenannte Elektritschkas) unter anderem von und nach Moskau, Klin und Bologoje. Die Stadt liegt an der russischen Fernstraße M10 Rossija, die ein Teil der Europastraße 105 ist und an der neu gebaute Autobahn M11 Newa, die beide Moskau mit Sankt Petersburg verbindet. Der innerstädtische Nahverkehrsbedarf wird durch Bus- und Marschrutkalinien abgedeckt. Das seit 1901 bestehende Straßenbahnnetz aus 6 Linien wurde im November 2018 stillgelegt, das Obus-Netz ereilte im April 2020 dasselbe Schicksal.
Auf der Wolga besteht ab Twer kommerzieller Flussverkehr.                                                    Auf der Westseite der Stadt liegt der Militärflugplatz Migalowo (IATA-Flughafencode: KLD, ICAO-Flugplatzcode: UUEM). Der beherbergt bis 2024 die letzten Antonow An-22 Russlands. Weiterhin sind dort auch die Transportflugzeuge Iljuschin Il-76 stationiert. Neben den Flugzeugen befinden sich dort verschiedene Militärtransporteinheiten.

## Weiterführende Bildungseinrichtungen
- Staatliche Universität Twer
- Staatliche Technische Universität Twer
- Filiale des Geisteswissenschaftlich-Ökonomischen Instituts Moskau
- Filiale des Russischen Ferninstituts für Textil- und Leichtindustrie
- Institut für Business und Recht an der Oberen Wolga
- Schukow-Militärakademie für Kommandeure der Luftverteidigung
- Abteilung Twer der Nordwestlichen Akademie für Staatsdienst
- Filiale Twer der Staatlichen Universität für Ökonomie, Statistik und Informatik Moskau
- Filiale Twer des Instituts des Innenministeriums Russlands in Moskau
- Institut für Ökologie und Recht Twer
- Institut für Ökonomie und Management Twer
- Staatliche Landwirtschaftliche Akademie Twer
- Staatliche Medizinakademie Twer

## Städtepartnerschaften
- Osnabrück (Deutschland), seit 1991

Diese Partnerschaft wird durch ständig vorhandene Städtebotschafter manifestiert. Diese vertreten ihre Stadt, betreuen Besucher, unterstützen bei Sprachproblemen durch Übersetzungsleistungen und sind in die jeweilige Verwaltung integriert. Die Städtepartnerschaft mit Osnabrück verhalf der Stadt Twer nicht nur zu einem Hotel mit westlichem Standard, sondern ließ auch mehrere gemeinsame Projekte des TACIS City-Twinning Programms der Europäischen Union bei der Unterstützung von Existenzgründern in Twer sowie bei Problemen der städtischen Abfallwirtschaft in Twer gelingen. Begründet wurde die Freundschaft der Städte Twer und Osnabrück durch zahlreiche Jugendbegegnungen des Stadtjugendrings Osnabrück ab Beginn der 1970er-Jahre. Unter Jugendverbänden und Schulen finden gegenseitige Besuche statt.
- Besançon (Frankreich), Freundschaftsvertrag 1988, offizielle Städtepartnerschaft seit 1991
- Bergamo (Italien)
- Kaposvár (Ungarn)
- Buffalo (New York, USA)
- Hämeenlinna (Finnland)
- Weliko Tarnowo (Bulgarien)
- Yingkou (Volksrepublik China)
- Tiberias (Israel)

Die Stadt ist außerdem Mitglied des Städtebundes der Neuen Hanse.

## Sport
In Twer ist der Fußballverein Wolga Twer beheimatet. Im Eishockey existierte bis 2017 der THK Twer.

## Söhne und Töchter der Stadt
- Maria von Twer (1442–1467), von 1462 bis 1467 Großfürstin von Moskau
- Afanassi Nikitin († 1472), Reisender und Kaufmann
- Nikolai Utkin (1780–1863), Maler und Graveur[7]
- Pawel Anossow (1796–1851), Bergbauingenieur und Metallurg
- Michail Bakunin (1814–1876), Anarchist und Sozialrevolutionär
- Iwan Sabelin (1820–1909), Historiker und Archäologe
- Michail Saltykow-Schtschedrin (1826–1889), Schriftsteller und Satiriker
- Warwara Tarnowskaja (1844–1913), Frauenrechtlerin
- Nikolai Demjanow (1861–1938), Chemiker
- Marian Abramowicz (1871–1925), polnischer sozialistischer Aktivist und Revolutionär, Bibliothekar und Archivar
- Anna Jan-Ruban (1874–1955), Sopranistin und Gesangspädagogin
- Wladimir Potjomkin (1874–1946), Pädagoge und Diplomat
- Wladimir Gardin (1877–1965), Filmregisseur und -schauspieler; Pionier der russischen Filmindustrie
- Boris Jakowenko (1884–1949), Philosoph und Publizist
- Michail Gromow (1899–1985), Pilot, Generaloberst der Flieger und Held der Sowjetunion
- Nadia Russo (1901–1988), russisch-rumänische Pilotin
- Oleg Lossew (1903–1942), Hochfrequenztechniker
- Wladimir Galperin (1913–1993), Physiker
- Alexei Bontsch-Brujewitsch (1916–2006), Physiker
- Fjodor Chitruk (1917–2012), Animator und Regisseur
- Antonina Seredina (1929–2016), Kanutin und Olympiasiegerin
- Romualds Grīnblats (1930–1995), lettisch-russischer Komponist
- Nikolai Sidelnikow (1930–1992), Komponist
- Wiktor Kapitonow (1933–2005), Radrennfahrer
- Boris Pugo (1937–1991), Politiker
- Waleri Kotow (* 1939), Eisschnellläufer
- Georgi Awetissow (1940–2020), sowjetisch-russischer Seismologe und Polarforscher
- Waleri Lizkai (* 1949), transnistrischer Politiker
- Leonid Skotnikow (* 1951), Richter am Internationalen Gerichtshof
- Wladimir Jakowlew (* 1954), Armeegeneral[8]
- Marija Galina (* 1958), Meeresbiologin und Dichterin
- Michail Krug (1962–2002), Sänger
- Wiktor Denissow (* 1966), Kanute
- Ekaterina Shamonina (* 1970), Physikerin
- Waleri Fjodorow (* 1974), Politologe
- Jelena Safarowa (* 1975), Biathletin
- Olga Iwanowa (* 1979), Leichtathletin
- Jewgeni Romasko (* 1982), Eishockeyschiedsrichter
- Alexei Smirnow (* 1982), Eishockeyspieler
- Ilja Kowaltschuk (* 1983), Eishockeyspieler
- Anastassija Dobromyslowa (* 1984), Dartspielerin
- Alexander Smirnow (* 1984), Eiskunstläufer
- Denis Kokarew (* 1985), Eishockeyspieler
- Alexander Kutusow (* 1985), Eishockeyspieler
- Jewgeni Rjassenski (* 1987), Eishockeyspieler
- Anastasia Huppmann (* 1988), russisch-österreichische Konzertpianistin
- Anna Zukanowa-Kott (* 1989), Schauspielerin
- Darja Klischina (* 1991), Weitspringerin
- Ilja Perwuchin (* 1991), Kanute
- Roman Ljubimow (* 1992), Eishockeyspieler
- Maxim Barsow (* 1993), Fußballspieler
- Wassilissa Stepanowa (* 1993), Ruderin
- Natalja Neprjajewa (* 1995), Skilangläuferin

## Klimatabelle
|                       | Jan   | Feb   | Mär  | Apr | Mai  | Jun  | Jul  | Aug  | Sep  | Okt | Nov  | Dez  |   |     |
| Mittl. Tagesmax. (°C) | −7,2  | −4,9  | 1,0  | 9,4 | 17,8 | 21,2 | 22,7 | 21,0 | 15,0 | 7,8 | 0,6  | −4,1 | ⌀ | 8,4 |
| Mittl. Tagesmin. (°C) | −14,2 | −13,3 | −7,4 | 0,6 | 6,4  | 10,3 | 12,3 | 10,8 | 6,1  | 1,5 | −4,2 | −9,9 | ⌀ | −0  |
|                       |       |       |      |     |      |      |      |      |      |     |      |      |   |     |
| Niederschlag (mm)     | 37    | 30    | 31   | 39  | 60   | 72   | 100  | 66   | 58   | 50  | 50   | 47   | Σ | 640 |
|                       |       |       |      |     |      |      |      |      |      |     |      |      |   |     |
| Regentage (d)         | 10    | 8     | 8    | 8   | 9    | 11   | 11   | 10   | 10   | 10  | 11   | 12   | Σ | 118 |

| −14,2 |

| −13,3 |

| −7,4 |

| 0,6 |

| 6,4 |

| 10,3 |

| 12,3 |

| 10,8 |

| 6,1 |

| 1,5 |

| −4,2 |

| −9,9 |

| −14,2 |

| −13,3 |

| −7,4 |

| 0,6 |

| 6,4 |

| 10,3 |

| 12,3 |

| 10,8 |

| 6,1 |

| 1,5 |

| −4,2 |

| −9,9 |